# 대동 (기업)
대동(大同, 영어: Daedong Corporation) 또는 북미지역명인 카이오티(Kaioti)는 대한민국의 농기계 제조업체이다.

## 역사
- 1947년 - 농기구를 만드는 철공소인 대동공업사로 출발
- 1960년 - 진주 주약동에 공장을 개설
- 1966년 - 7마력 선박용 엔진 생산
- 1966년 - 대동공업주식회사로 법인전환
- 1971년 - 콤바인 제작 판매개시
- 1973년 - 자회사인 대동농기기어를 설립
- 1975년 - 기업공개
- 1984년 - 대구공장 증설
- 1993년 - 미국 현지법인인 대동USA를 설립
- 1997년 - 첨단기술연구소 준공
- 2004년 - 창립 58주년을 맞아 CI변경
- 2006년 - 유럽부품센터 준공
- 2007년 - 중국 남경에 현지법인 설립
- 2014년 - 업계 최초로 티어(Tire)4 엔진을 탑재한 NX트랙터를 출시
- 2020년 - 현재의 CI변경, 같은해 사명을 (주)대동으로 사명변경
- 2021년 - ‘HX’ 시리즈를 국내 출시했다.